# Elisabet-Gymnasium (Breslau)

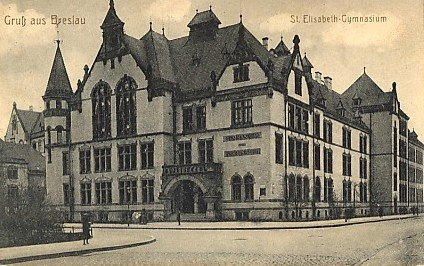
St.-Elisabeth-Gymnasium in Breslau (1915)

Das Elisabet-Gymnasium (auch Elisabeth-Gymnasium oder Elisabethan) in Breslau gehörte bis zur Einstellung des Schulbetriebs 1945 zu den traditionsreichsten deutschsprachigen Gymnasien. Es entwickelte sich aus einer 1293 gegründeten Trivialschule für Knaben.

## Geschichte
Auf Bitten der Breslauer Bürgerschaft erteilte der Breslauer Bischof Johannes III. mit einem Stiftungsbrief vom 12. August 1293 die Erlaubnis, bei der St.-Elisabeth-Kirche eine Trivialschule für Knaben zu errichten. Wie bei dem bereits 1267 gegründeten Maria-Magdalenen-Gymnasium sollte auch an der Elisabetschule Elementarunterricht erteilt werden. Das Kirchenpatronat über die Elisabethkirche hatte der Breslauer Herzog Heinrich III. bereits 1253 dem Breslauer Kreuzherrenstift von St. Matthias übertragen, dem auch der Pfarrer von St. Elisabeth angehörte. Erster nachweisbarer Rektor der Elisabetschule war bis 1348 ein Meyster Niclos. Die Schreibweise der Trivialschule, die bald auch als Pfarrschule bezeichnet wurde, wechselte im Verlauf der Geschichte mehrfach. Namensgebend war Elisabet, die Mutter von Johannes dem Täufer.
Im Laufe der Jahrhunderte entwickelte sich die Elisabetschule zu einer bekannten Bildungsstätte. 1497 erhielt sie den Status einer Lateinschule. Ihr erster bekannter Schulleiter war der Humanist Laurentius Corvinus.
Zu hoher Blüte gelangte die Elisabetschule mit der Einführung der Reformation. Sie hatte zur Folge, dass das Kirchenpatronat über die nun protestantische Elisabethkirche und damit auch das Patronat über die Elisabetschule, an den Magistrat der Stadt überging. Erster protestantischer Rektor war ab 1525 Andreas Winkler. Erster evangelischer Pfarrer von St. Elisabeth war der Reformator Ambrosius Moibanus, der auch die Schulaufsicht über die Elisabetschule ausübte. Während der Amtszeit des Rektors Andreas Winkler, dem der Rat der Stadt 1538 die Erlaubnis zur Errichtung einer Buchdruckerei erteilt hatte, entwickelte sich die Schule zu einem Gymnasium. Es erhielt 1562 am bisherigen Platz nördlich der St.-Elisabeth-Kirche einen Neubau. Ab diesem Zeitpunkt wurde die Elisabetschule als „Gymnasium zu St. Elisabet“ bezeichnet.

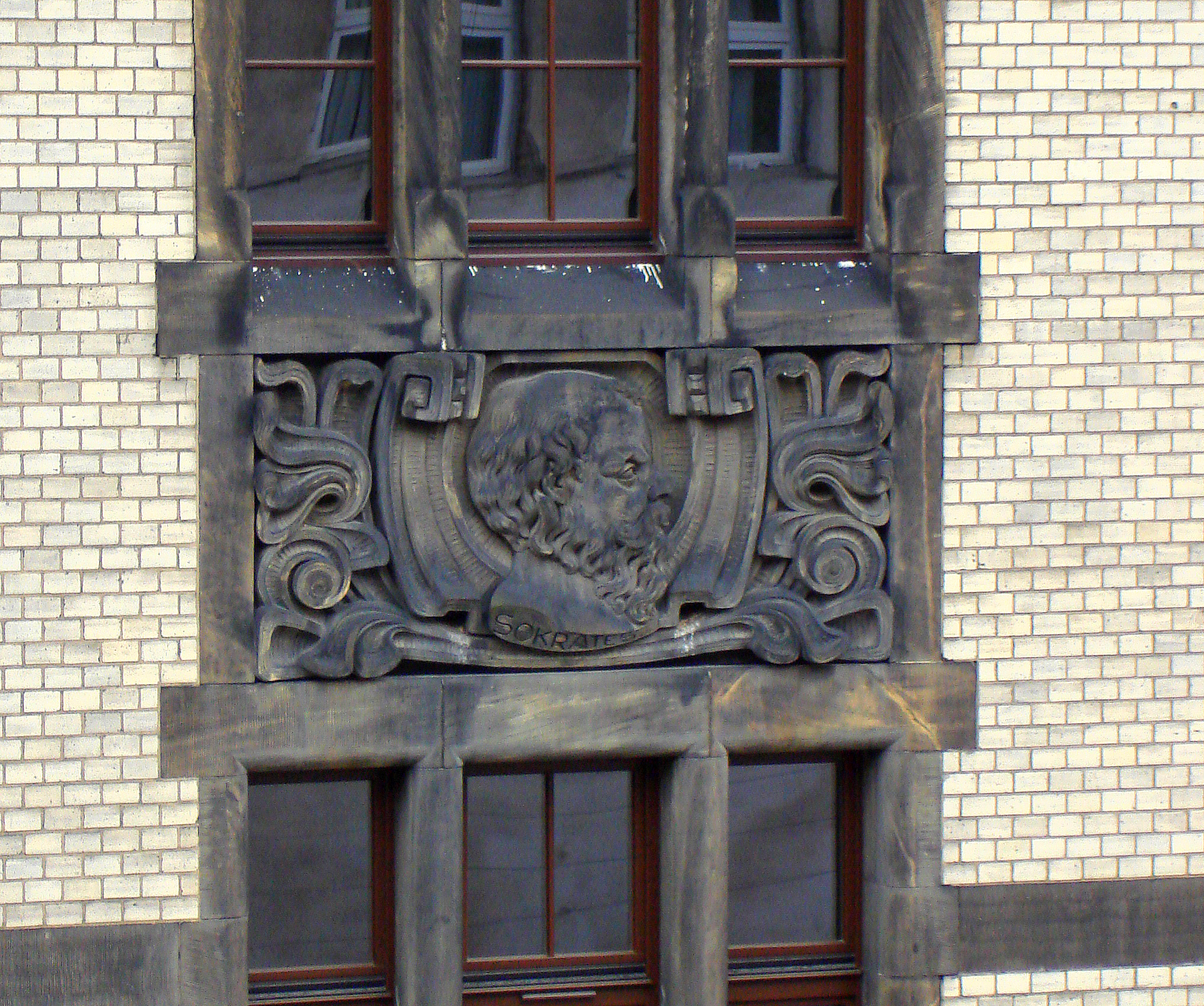
Relief mit dem Bildnis des Sokrates auf dem Schulgebäude (2009)

Mit dem Übergang Schlesiens 1742 an Preußen kam es während des Rektorats des Johann Kaspar Arletius zu umfangreichen Schulreformen, die am 11. Juni 1785 veröffentlicht wurden. 1832–1834 wurde das bisherige Schulhaus an der Elisabethkirche durch ein neues klassizistisches Gebäude auf dem gleichen Grundstück nach dem Entwurf von Carl Heinrich Studt ersetzt. Obgleich dieses 1872 hinterseitig durch den Ankauf des Nachbargrundstücks erweitert und 1883 aufgestockt wurde, erwies es sich allmählich als zu klein. 1903 erhielt daher das Elisabeth-Gymnasium neue Schulgebäude an der Arletiusstraße 1–3 in der Nähe des Teichäcker Parks und der St.-Salvator-Kirche. Die Gebäude wurden vom Magistratsbaurat Karl Klimm unter der Oberleitung des Stadtbaurats Richard Plüddemann entworfen.
In der Zeit des NS-Regimes erfolgte eine Umbenennung in „Elisabet-Oberschule für Jungen“. Die Schreibweise ohne „h“ wurde belassen. Nach Ausbruch des Russlandfeldzugs im August 1941 diente das Gebäude als Reservelazarett. Der Schulbetrieb erfolgte danach wechselweise am Vor- und Nachmittag in den Räumen des König-Wilhelm-Gymnasiums. Nachdem Fliegerangriffe zu erwarten waren, wurden die Klassen 1 bis 5 am 4. Mai 1944 mit ihren Lehrern nach Glatz evakuiert und dort u. a. an der Graf-Götzen-Schule unterrichtet. Ein Schullandheim der Elisabetschule befand sich in Strickerhäuser (heute Mýtiny) im Riesengebirge. Mit Kriegsende und Vertreibung der Deutschen hörte die Existenz des Elisabet-Gymnasiums auf.
Die noch vorhandenen ehemaligen Schulgebäude in der Arletiusstraße, die 1945 in ul. Jana Władysława Dawida umbenannt wurde, werden gegenwärtig vom psychologischen Institut der Universität Breslau genutzt.

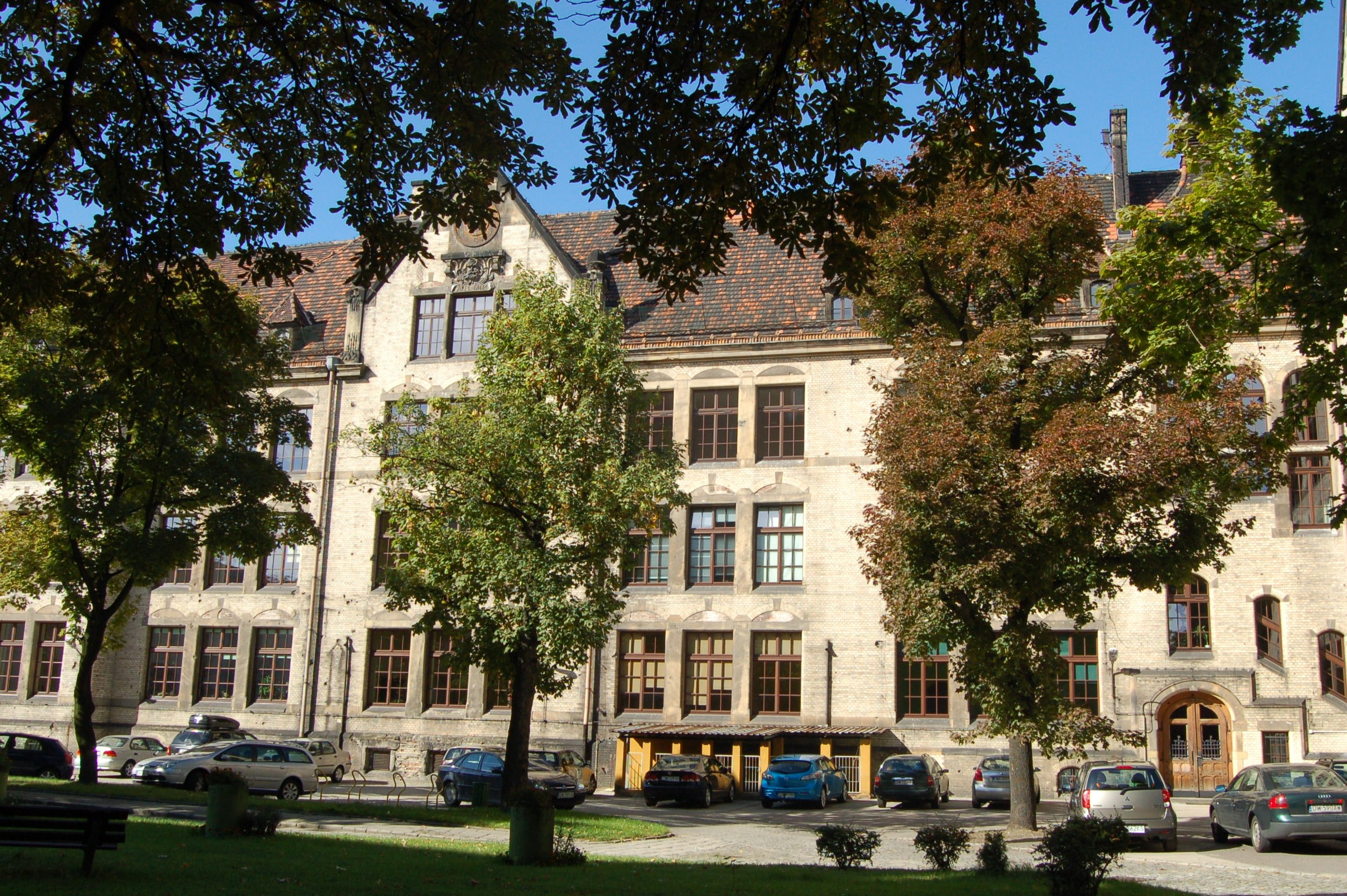
Ansicht des heutigen Gebäudes mit dem Instytut Psychologii Uniwersytetu Wrocławskiego, psychologischen Institut

## Leiter der Pfarrschule (nicht vollständig)
- ?–1333    Magister Peter
- 1333–1368 Heinrich/Heinz Banke († 1372)
- 1369–?    Johannes Crodin
- 1408      Johannes Blecker
- 1414      Johannes Kahlo (Kahle)
- 1434      Nikolaus Treiber
- 1446      Nikolaus Beringer
- 1457      Simon Reynke de Sommerfeld († 1473)[3]
- 1460      Jakobus Laubros (Laubris)
- 1485–1497 Michael Heppener (Happener)
- 1497–1502 Laurentius Corvinus
- 1502–1506 Johannes Troger (Tröger)
- 1506–? Magister Petrus Lobegot, aus Basel[4]
- 1521–1525 Johannes Troger (Tröger) d. J.
- 1525–1562 Andreas Winkler

## Rektoren des Gymnasiums
- 1502–1506: Johann Tröger[5]
- 1562–1569 Andreas Winkler
- 1569–1578 Petrus Vincentius
- 1578–1610 Nikolaus Steinberg (Steinbergius) (1543–1610)
- 1610–1616 Petrus Kirstenius
- 1616–1621 Thomas Sagittarius
- 1631–1669 Elias Major (1587–1669)
- 1669–1687 Elias Thomae
- 1688–1709 Martin Hanke
- 1709–1733 Gottlob Krantz (1660–1733)
- 1733–1751 Christian Stieff
- 1751–1757 Gottlieb Keller
- 1757–1761 Christian Gottlob Habicht
- 1761–1784 Johann Kaspar Arletius, war 1755–1761 Rektor am Maria-Magdalena-Gymnasium
- 1784–1788 Philipp Julius Lieberkühn
- 1788–1809 Johann Ephraim Scheibel
- 1809–1813 Johann Gottlieb Schummel
- 1814–1825 Karl Friedrich Etzler, trat von seinem Amt zurück, nachdem ihm Mittel für einen Neubau nicht bewilligt wurden.
- 1825–1844 S. G. Reiche, Mathematiker
- 1845–1880 Karl Rudolf Fickert (1807–1888), königlicher Professor
- 1881–1907 Johannes Paech (1839–1907)
- 1907–1922 Franz Wiedemann
- 1922–1938 Friedrich Lillge (ab 1933 „beurlaubt“)
- 1939–1944 Eduard Fuchs
- 1944–1945 Alfred Franke

## Bekannte Lehrer des Elisabet-Gymnasiums
- Zacharias Ursinus (1557–1558)
- Karl Schnobel (1863–1944)

## Bekannte Schüler des Elisabet-Gymnasiums
- Johann Crato von Krafftheim (1519–1585), Humanist, Arzt
- Thomas Rehdiger (1540–1576), Humanist
- Nikolaus von Reusner (1545–1602), Rechtswissenschaftler
- Jan Jessenius (1566–1621), Mediziner, Politiker, Philosoph
- Erhard Lauterbach (1570–1649), Theologe
- Johann Heermann (1585–1647), Kirchenlieddichter
- David von Schweinitz (1600–1667), Verwaltungsjurist, Autor
- Friedrich Scultetus (1602–1658), Theologe
- Johann Philippi (1607–1674), Rechtsgelehrter
- Christian Hoffmann von Hoffmannswaldau (1616–1679), Schriftsteller; Bürgermeister von Breslau, Landeshauptmann des Erbfürstentums Breslau
- Johann Peter Titz (1619–1689), Pädagoge, Dichter, Politiker
- Michael Kirsten (1620–1678), Mathematiker, Arzt und Dichter
- Angelus Silesius (1624–1677), Lyriker und Theologe
- Salomon Reisel (1625–1701), Mediziner, Leibarzt und Mitglied der Leopoldina
- Philipp Jakob Sachs von Löwenheim, (1627–1672) Stadtarzt in Breslau, Mitglied der Leopoldina
- Friedrich Geißler (1636–1679), Rechtswissenschaftler
- Johann Schmid (1649–1731), Theologe
- Andreas Acoluthus (1654–1704), Orientalist, Sprachforscher
- Johann Georg Franck (1669–1747), evangelischer Theologe und Pfarrer
- Gottfried Held von Hagelsheim (1670–1724), Mediziner
- Gottfried Balthasar Scharff (1676–1744), Theologe, Kirchenlieddichter
- Adam Pantke (1676–1732), Kirchenhistoriker
- Gottfried Leonhard Baudis (1683–1739), Rechtswissenschaftler
- Karl Heinrich Lange (1703–1753), Theologe, Pädagoge, Bibliothekar, Kirchenlieddichter
- Balthasar Ludwig Tralles (1708–1797), Mediziner
- Johann Daniel Ritter (1709–1775), Historiker
- Ferdinand Heinke (1782–1857), Jurist, Polizeipräsident von Breslau, Kurator der Breslauer Universität
- Jerzy Samuel Bandtkie (1768–1835), polnischer Bibliothekar, Philologe und Herausgeber
- Martin Stephan (1777–1846), charismatischer Geistlicher in Dresden und Amerika, Führer der nach ihm benannten Stephanisten
- Karl Gottlieb Lange (1780–1842), Jurist und Politiker, Oberbürgermeister der Stadt Breslau
- Karl Adolf Menzel (1784–1855), Schüler und später Professor am Elisabethgymnasium, Historiker
- Wolfgang Menzel (1798–1873), Schriftsteller
- Gustav von Schaubert (1801–1876), Landrat des Landkreises Neumarkt
- Hermann Leberecht Ohl (1806–1885), evangelisch-lutherischer Geistlicher, Hofprediger und Superintendent in Neustrelitz
- Hugo von Rothkirch-Panthen (1812–1868), Astronom
- Robert Weigelt (1815–1879), Fotograf und Autographensammler
- William Anders (1820–1873), Jurist und Politiker, Bürgermeister von Houston
- Heinrich August Hahn (1821–1861), evangelischer Theologe in Königsberg und Greifswald
- Wolfgang Straßmann (1821–1885), Politiker, MdHdA
- Ferdinand J. E. Friedensburg (1824–1891), Oberbürgermeister von Breslau
- Oskar Gerhard (1826–1895), Lehrer
- Eduard Rahn (1827–1863), Jurist und Politiker, MdHdA
- Rudolf Krause (1834–1895), Mediziner und Anthropologe
- Fritz Schneider (1838–1921), Jurist, Autor und Politiker, Mitglied des Deutschen Reichstags
- Louis Laqueur (1839–1909), Ophtalmologe
- Rudolf Singer (1845–1899), Journalist, Chefredakteur, Gründer des Handelsblatt Hamburg[6]
- Adolf Warschauer (1855–1930), Historiker
- Eugen Schiffer (1860–1954), Jurist und Politiker
- Wilhelm Altmann (1862–1951), Historiker, Bibliothekar, Musikschriftsteller und -kritiker
- Siegbert Tarrasch (1862–1934), Schachspieler
- Oscar Bie (1864–1938), Musikschriftsteller, Kunsthistoriker und Publizist
- Alfred Kerr (1867–1948), Theaterkritiker, Schriftsteller, Journalist
- Fritz Haber (1868–1934), Nobelpreisträger für Chemie
- Ernst Schwerin (1869–1946), Unternehmer
- Eugene Spiro (1874–1972), Maler, Grafiker
- Arthur Sachs (1876–1942), Mineraloge und Chemiker
- Konrat Ziegler (1884–1974), Altphilologe
- Moritz Löwi (1891–1942), Psychologe, Hochschullehrer
- Helmut Berve (1896–1979), Althistoriker
- Eduard Williger (1899–1932), Philologe
- Erich Schlüter (1903–1977), Richter, Politiker
- Günther Küchenhoff (1907–1983), Rechtswissenschaftler
- Heinz Adler (1912–1990), Politiker
- Martin Hirsch (1913–1992), Jurist, Politiker
- Wolfgang Tschechne (1924–2019), Feuilletonist und Autor
- Klaus Ullmann (1925–1997), deutscher Ministerialbeamter, Bankvorstand und Kulturhistoriker
- Walther Tröger (1929–2020), Jurist, Sportfunktionär
- Horst Milde (1933–2023), Politiker